# Finkenbachtal bei Finkenbach
Das Naturschutzgebiet Finkenbachtal bei Finkenbach liegt auf dem Gebiet der  Gemeinde Wald-Michelbach im Landkreis Bergstraße und der Stadt Oberzent im Odenwaldkreis in Südhessen.

## Lage
Das Schutzgebiet Finkenbachtal liegt mitten im Odenwald südlich von Finkenbach und gehört zum Naturraum „Südlicher zertalter Sandsteinodenwald“. Es folgt dem Nord-Süd-Verlauf des Finkenbaches ab dem Unter-Finkenbacher Ortsrand auf etwa 1.500 Meter Länge westlich der Landesstraße L 3119 und endet an einer Forellenteichanlage. Das Schutzgebiet umfasst auch die offenen Auwiesen des von rechts zufließenden Hörlenbachs (nördlich des Hörlenbachkopfs).
In diesem Abschnitt bildet der Finkenbach die Grenze zwischen dem östlich gelegenen Odenwaldkreis und dem Landkreis Bergstraße.
Das Schutzgebiet liegt im Geo-Naturpark Bergstraße-Odenwald. Es ist vollständig Teil des FFH-Gebiets Finkenbachtal und Hinterbachtal, das den Bachlauf fast auf ganzer Länge umfasst.

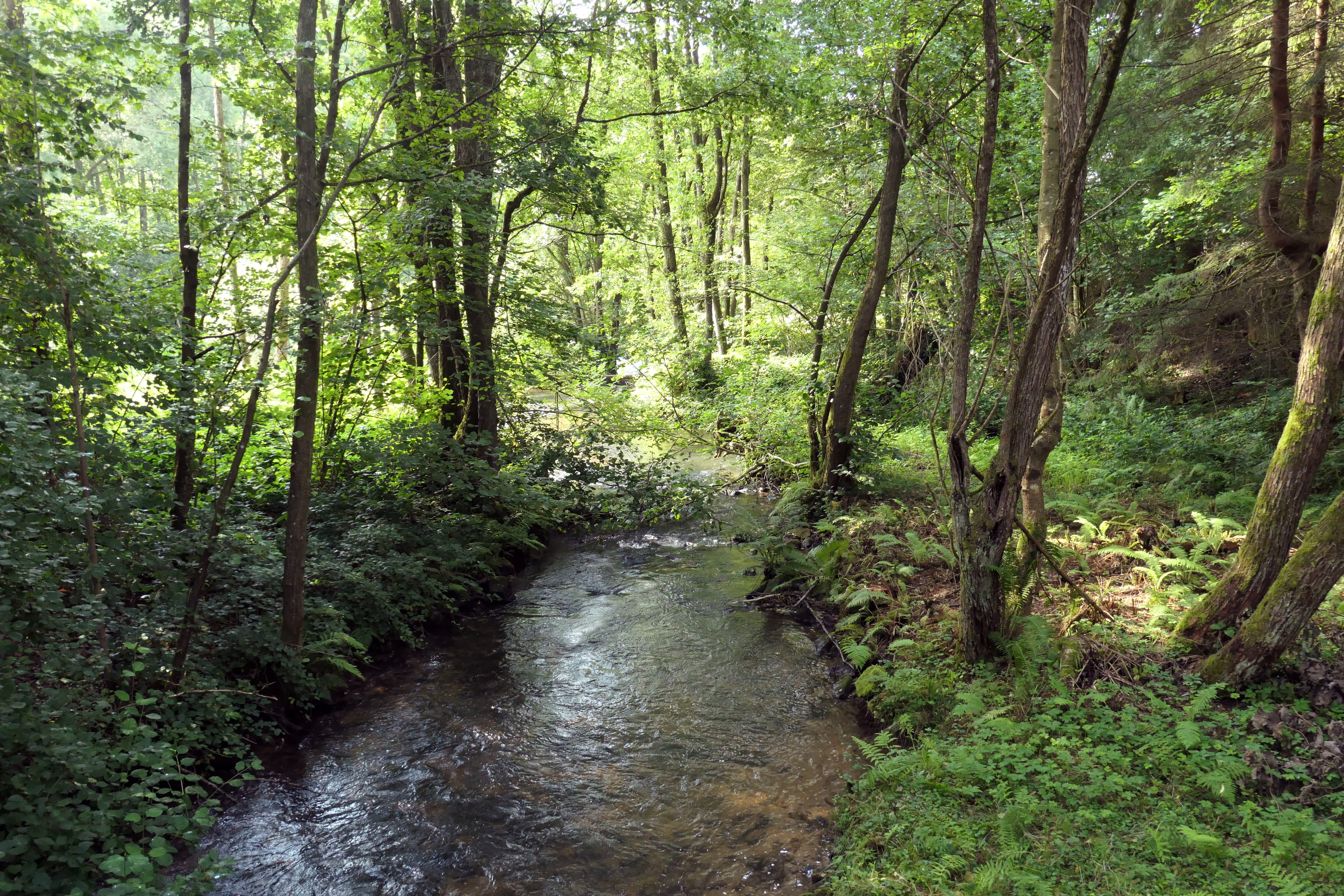
Galeriewald am Finkenbach südlich des Ortes Finkenbach (2023)
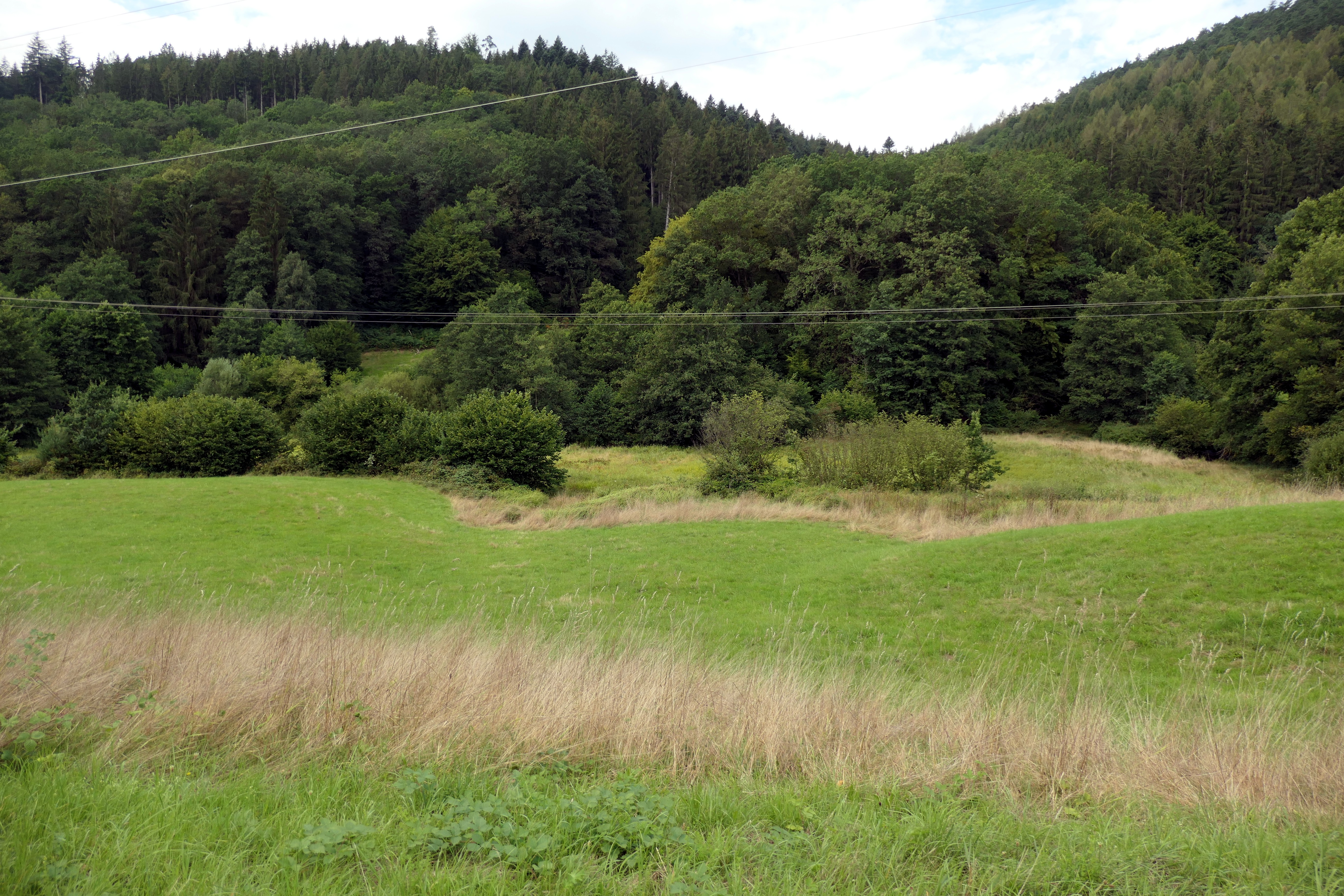
Blick von Osten auf den mittleren Abschnitt des Schutzgebietes (2023)

## Naturschutzgebiet
Das Finkenbachtal bei Finkenbach mit einer Größe von etwa 27,6 Hektar wurde am 24. November 1981 unter der Kennung 1431011 unter Naturschutz gestellt.
Das Schutzgebiet dient der Sicherung eines ökologisch wertvollen Abschnitts der Finkenbachaue. Der Schutz gilt den artenreichen Feuchtwiesen der Bachaue sowie dem naturnah mäandrierenden Finkenbach mit seiner intakten Ufervegetation.